# Agnes
Agnes is een meisjesnaam (Grieks ἁγνή, hagnē) die "kuis, zuiver, heilig" betekent.
Varianten van de naam zijn Agnete, Agneta, Agniet, Ines, Inez, Nita, Agnieszka, Angenietje, Angenita en Nieske.

## Bekende naamdraagsters

### Heiligen
- De heilige Agnes
- Agnes van Bohemen
- Agnes van Montepulciano

### Bekende personen met de naam Agnes
- Agnes Carlsson, Zweeds zangeres
- Agnes Kant, Nederlands politica
- Agnes van Poitou (1024-1077), koningsvoogd van het Heilige Roomse Rijk
- Agnes van de Palts, erfgename van het Paltsgraafschap aan de Rijn

## Overig
- Agnes (2021), Amerikaanse film uit 2021
- Storm Agnes, een storm in het stormseizoen in Europa 2023-2024